# サウジアラビア国家警備隊
サウジアラビア国家警備隊（アラビア語: الحرس الوطني السعودي、英語: Saudi Arabian National Guard、略称:SANG、別名：ホワイトアーミー）とはサウジアラビアに3つある準軍事組織の1つで国境警備や国内の治安維持に当たっている組織である。

## 概要

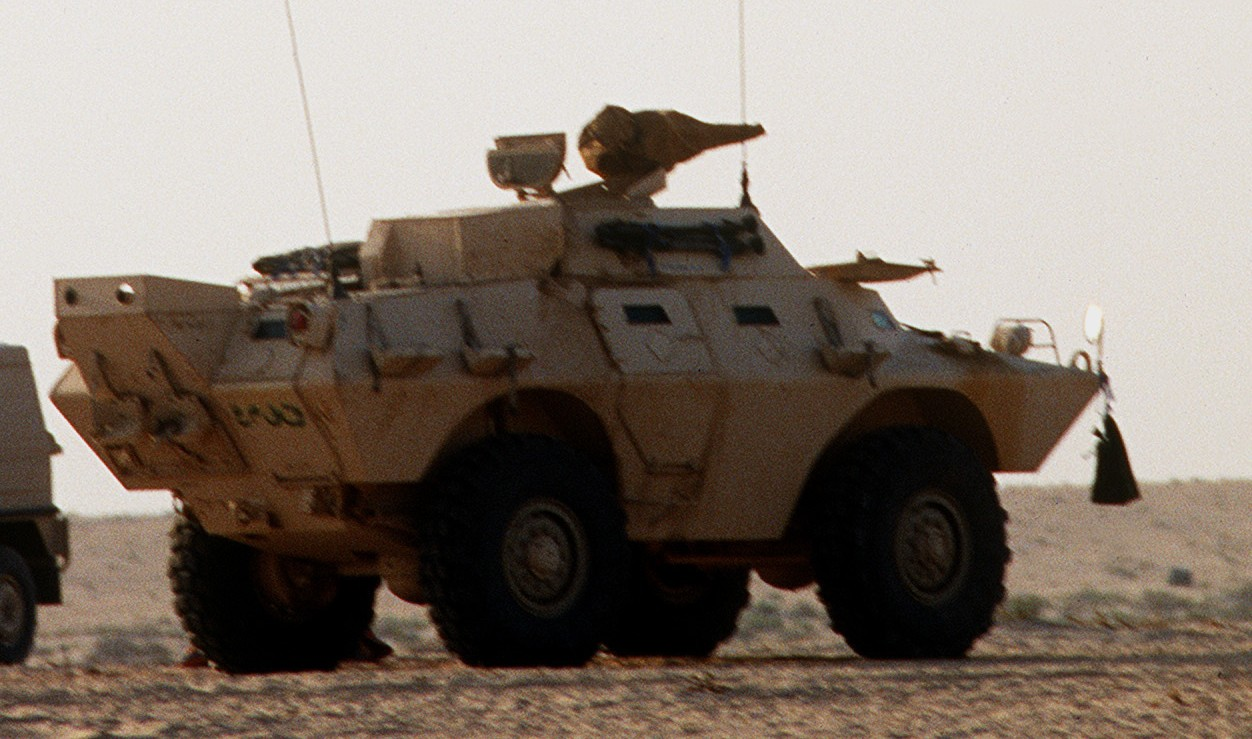
1991年に撮影されたV-150装甲車

主に王族の警護、クーデターなどの国家犯罪、重要施設や資源の保護、イスラム教の二大聖地であるマッカ（メッカ）のマスジド・ハラームと、マディーナ（メディナ）の預言者のモスクの警備を担当している。25,000人の民兵を含む125,000人からなる常設組織である。
彼らはサウジアラビアの伝統的な白い服装で活動していることから、アメリカ軍からはホワイトアーミーと呼ばれている。
元々は1950年代にイフワーンと呼ばれていた民兵集団の生き残りから王家に忠誠を誓う者を選抜して作られた組織で、王室警備隊と並び、王家に対して直接、忠誠を誓う組織であり、その人事も国王の任命により行われ、王室の私兵組織としての一面も持っている。
1975年、アメリカの民間軍事会社ヴィネル・コーポレーション（en:Vinnell）の参加の下、国家警備隊の近代化プログラムが始まった。このために約1千人のアメリカ人教官が招聘され、国家警備隊は近代兵器と重火器を装備された。また、指揮官の養成のために、士官学校、ハリド国王軍事大学が開校された。その結果、1980年代初めまでに、国家警備隊は、4個混成大隊を有し、装備・練度において正規軍を上回るエリート部隊となった。
湾岸戦争ではカフジの戦闘においてクウェート＝サウジアラビア国境付近でイラク軍と交戦し、カフジの奪還を担った。2011年にはアラブ騒乱で湾岸協力軍の中核としてバーレーンに派遣されている。
2013年5月、国家警備隊司令官の職が閣僚級の国家警備隊大臣に変更された。
軍事組織としての役目だけでなく、王家直轄の施設の運営も行っており、スポーツ競技場やキングファアド国家警備隊病院を運営している。国家警備隊病院は設備、診療内容ともにサウジアラビアのトップクラスと評価されており王族に心疾患者が多いことから心臓外科に関しては特に高い水準を誇っており、心臓手術ができる空飛ぶ病院といわれる専用機の運用も行っている。
ジャナドリア祭などの文化事業を主催するなど軍事とは無関係の活動も幅広く行っている。

## 大臣・司令官
2013年5月から国家警備隊最高位が「司令官」から「大臣」に変更された。
- アブドゥッラー・ビン・アブドゥルアズィーズ（1963年 - 2010年11月17日）
  - 2005年に第6代国王に即位した後も兼任。
- ムトイブ・ビン・アブドゥッラー（2010年11月17日 - 2017年11月）
  - 第6代国王アブドゥッラーの息子。ムハンマド王太子率いる反汚職委員会によりアルワーリド王子らと共に逮捕され解任。急進的な改革を目指す第7代国王サルマーンとその実子ムハンマド王太子の体制に対する抵抗勢力の排除と観測された[2]。
- ハーリド・アブドゥルアジーズ・ムハンマド・アイヤーフ・アール=ムクリン（2017年11月[3] - ）

## 装備
歩兵戦力の主力装備としてAK-47シリーズの小銃(形状からみて、ルーマニア製のPM md.90がその大部分と思われる)を正式採用している。またH&K G36やFN F2000など西側の小銃や、装甲車や自走砲、およびミサイル防衛システムを保有している。

## 階級
- 兵士　　　Private (アラビア語: جندي)
- 上等兵　　First Class Private (アラビア語: جندي أول)
- 伍長　　　Corporal (アラビア語: عريف)
- 三等軍曹　Vice Sergeant (アラビア語: وكيل رقيب)
- 二等軍曹　Sergeant (アラビア語: رقيب)
- 一等軍曹　First Class Segeant (アラビア語: رقيب أول)
- 曹長　　　Master Sergeant (アラビア語: رئيس رقباء)
- 少尉　Lieutenant (アラビア語: ملازم)
- 中尉　First Class Lieutenant (アラビア語: ملازم أول)
- 大尉　Captain (アラビア語: نقيب)
- 少佐　Major (アラビア語: رائد)
- 中佐　Lieutenant Colonel (アラビア語: مقدم)
- 大佐　Colonel (アラビア語: عقيد)
- 上級大佐　Brigadier General (アラビア語: عميد)
- 少将　General (アラビア語: لواء)
- 中将　First Class General (アラビア語: فريق)
- 大将　Field Marshal (アラビア語: فريق أول)
- 元帥　First Class Field Marshal (アラビア語: مشير)